# Zossen
Zossen là một thị xã thuộc huyện Teltow-Fläming ở bang Brandenburg, phía nam Berlin, bên xa lộ B96. Zossen đã được hợp nhất từ nhiều đô thị nhỏ hơn vào năm 2003. 

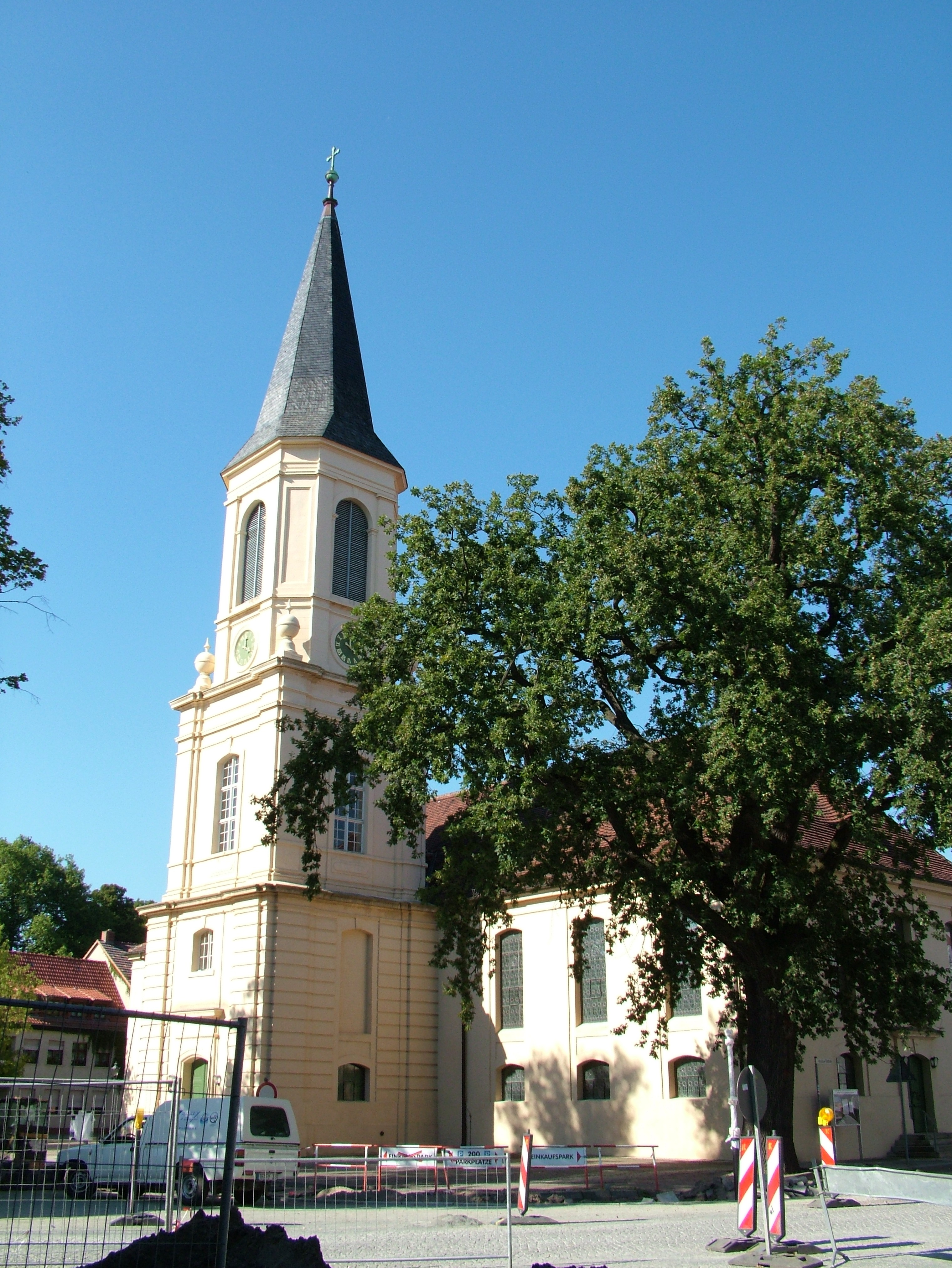
Giáo đường Holy Trinity

Các đô thị thành phần được hợp nhất từ các đô thị:

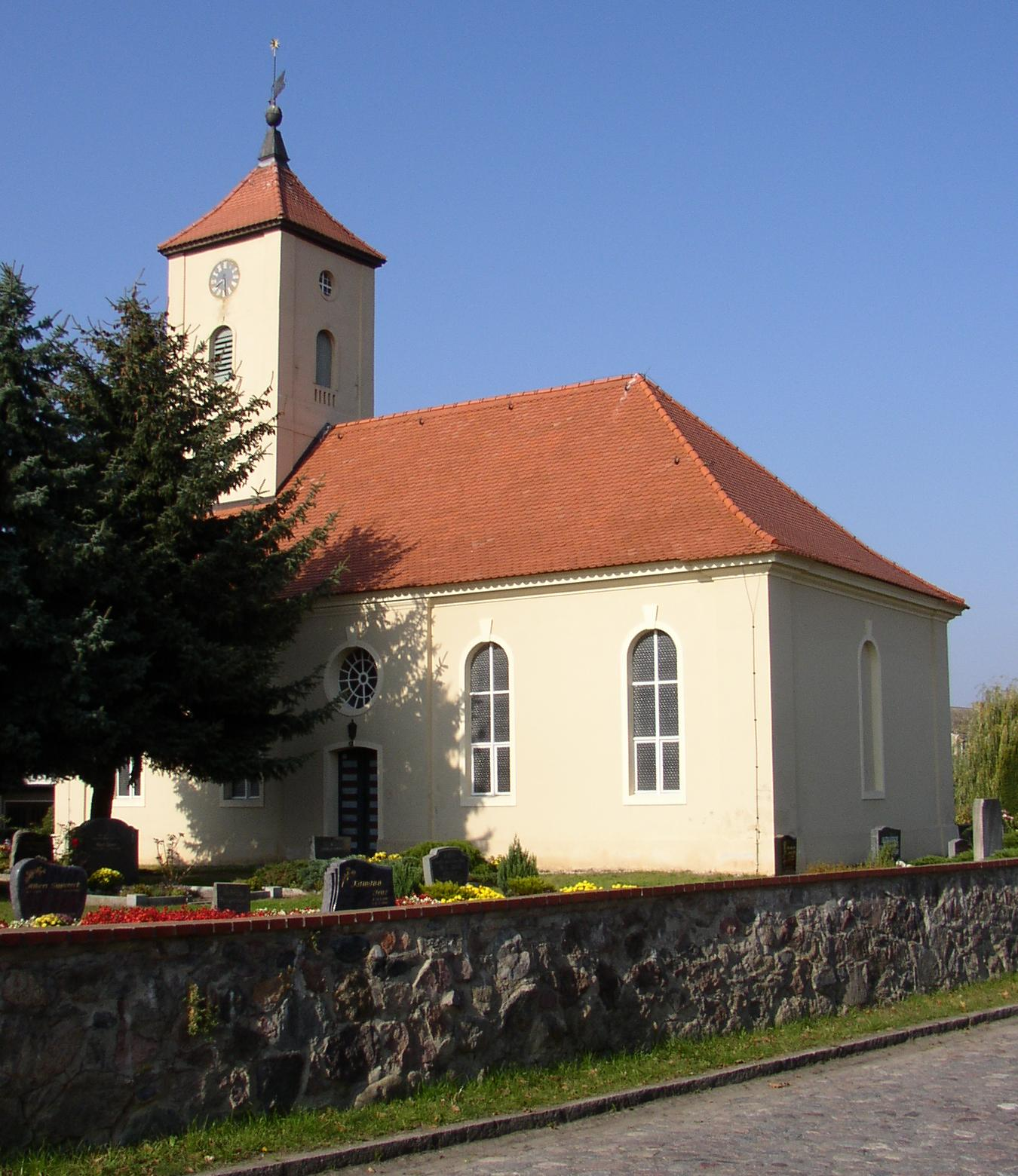
Giáo đường ở Nunsdorf

| - Glienick - Horstfelde - Schünow - Werben - Kallinchen - Nächst Neuendorf - Nunsdorf - Schöneiche | - Wünsdorf - Funkenmühle - Lindenbrück - Neuhof - Waldstadt - Zesch am See - Zossen - Dabendorf |